# Consolida phrygia
Consolida phrygia là một loài thực vật có hoa trong họ Mao lương. Loài này được (Boiss.) Soó mô tả khoa học đầu tiên năm 1922.